# Pierre Bodin
Pierre Bodin (Saint-Marsault, 23 marzo 1934 – Clermont-Ferrand, 12 dicembre 1981) è stato un allenatore di calcio e calciatore francese, di ruolo difensore.

## Carriera

### Club
Bodin inizia la carriera al RC France nel 1956, società con cui rimarrà sino al 1964. Con i Pingouins  ottiene due terzi posto nelle stagioni 1958-1959 e 1959-1960.
Nel 1966 viene ingaggiato dal Tours, a cui segue l'anno seguente il passaggio al Montluçon, società nella quale rivestirà anche l'incarico di allenatore.

### Nazionale
Venne convocato nella Nazionale olimpica di calcio della Francia, per disputare le XVII Olimpiadi. Con i blues ottenne il secondo posto del girone D della fase a gruppi, venendo eliminato dalla competizione.

## Statistiche

### Cronologia presenze e reti nella Nazionale Olimpica
| Cronologia completa delle presenze e delle reti in nazionale ― Francia olimpica | Cronologia completa delle presenze e delle reti in nazionale ― Francia olimpica | Cronologia completa delle presenze e delle reti in nazionale ― Francia olimpica | Cronologia completa delle presenze e delle reti in nazionale ― Francia olimpica | Cronologia completa delle presenze e delle reti in nazionale ― Francia olimpica | Cronologia completa delle presenze e delle reti in nazionale ― Francia olimpica | Cronologia completa delle presenze e delle reti in nazionale ― Francia olimpica | Cronologia completa delle presenze e delle reti in nazionale ― Francia olimpica |
| Data                                                                            | Città                                                                           | In casa                                                                         | Risultato                                                                       | Ospiti                                                                          | Competizione                                                                    | Reti                                                                            | Note                                                                            |
| ------------------------------------------------------------------------------- | ------------------------------------------------------------------------------- | ------------------------------------------------------------------------------- | ------------------------------------------------------------------------------- | ------------------------------------------------------------------------------- | ------------------------------------------------------------------------------- | ------------------------------------------------------------------------------- | ------------------------------------------------------------------------------- |
| 29-81960                                                                        | Grosseto                                                                        | Francia olimpica                                                                | 1 – 1                                                                           | India olimpica                                                                  | Olimpiadi 1960                                                                  | -                                                                               |                                                                                 |
| 1-9-1960                                                                        | Roma                                                                            | Ungheria olimpica                                                               | 7 – 0                                                                           | Francia olimpica                                                                | Olimpiadi 1960                                                                  | -                                                                               |                                                                                 |
| Totale                                                                          |                                                                                 | Presenze                                                                        | 2                                                                               |                                                                                 | Reti                                                                            | 0                                                                               |                                                                                 |